# Гантерс-Крік-Вілледж (Техас)
Гантерс-Крік-Вілледж (англ. Hunters Creek Village) — місто (англ. city) в США, в окрузі Гарріс штату Техас. Населення — 4385 осіб (2020).

## Географія
Гантерс-Крік-Вілледж розташований за координатами 29°46′22″ пн. ш. 95°29′53″ зх. д. / 29.77278° пн. ш. 95.49806° зх. д. (29.772691, -95.498079).  За даними Бюро перепису населення США в 2010 році місто мало площу 5,02 км², з яких 5,02 км² — суходіл та 0,00 км² — водойми.

## Демографія
Згідно з переписом 2010 року, у місті мешкало 4367 осіб у 1443 домогосподарствах у складі 1283 родин. Густота населення становила 870 осіб/км².  Було 1503 помешкання (300/км²).
Расовий склад населення:
| - 90,6 % — білих - 6,0 % — азіатів - 1,1 % — чорних або афроамериканців - 0,2 % — корінних американців |

До двох чи більше рас належало 1,6 %. Частка іспаномовних становила 4,5 % від усіх жителів.
За віковим діапазоном населення розподілялося таким чином: 29,9 % — особи молодші 18 років, 54,7 % — особи у віці 18—64 років, 15,4 % — особи у віці 65 років та старші. Медіана віку мешканця становила 45,7 року. На 100 осіб жіночої статі у місті припадало 93,4 чоловіків;  на 100 жінок у віці від 18 років та старших — 92,2 чоловіків також старших 18 років.
За межею бідності перебувало 1,1 % осіб, у тому числі 0,0 % дітей у віці до 18 років та 2,1 % осіб у віці 65 років та старших.
Цивільне працевлаштоване населення становило 1922 особи. Основні галузі зайнятості: науковці, спеціалісти, менеджери — 22,6 %, фінанси, страхування та нерухомість — 17,1 %, освіта, охорона здоров'я та соціальна допомога — 14,5 %.